# Клебер Бальма
Клебер Бальма (фр. Kleber Balmat, 22 червня 1896 року — 2 липня 1961) — французький двоборець та стрибун на лижах з трампліна. Учасник зимових Олімпійських ігор 1924 та 1928 років.

## Біографія
Перший спортивний успіх відбувся у 1914 році, коли Клебер Бальма переміг на міжнародному турнірі, який проводився у Шамоні.
Під час Першої Світової війни служив альпійським стрільцем на Східному фронті.
У 1924 році Клебер Бальма представляв Францію на перших в історії зимових Олімпійських іграх у французькому місті Шамоні. Як і більшість інших спортсменів виступав у кількох видах спорту. У стрибках з трампліна французький спортсмен набрав 15,5 балів та посів 15-е місце. Також він брав участь у змаганнях двоборців. Стрибкова частина для Клебера Бальма склалася невдало. За підсумками двох стрибків французький спортсмен показав 13-й результат, набравши 14,291 бали. У лижних перегонах Бальма зумів показати значно кращий результат, посівши 9-е місце, показавши на 18-кілометрової дистанції час 1:33:49. Сума в двоєборстві розраховується, як середнє значення, отримане за підсумками стрибків і лижних перегонів. Заробивши за підсумками змагань 12,333 бали, Бальма посів 10-е місце.
У 1925 році переміг на Чемпіонаті Франції з лижного спорту. На цьому турнірі змагалися у двох дисциплінах: лижних перегонах та стрибках з трампліна. Переможцем ставав спортсмен здобувший найбільше балів у обох дисциплінах. Через два роки, на трампліні Олімпійська гора, установив рекорд Франції у стрибках з трампліна, 47 метрів.
На зимових Олімпійських іграх 1928 року в швейцарському Санкт-Моріці Бальма знову виступив у двох видах спорту. На змаганнях француз виступив невдало. У стрибках з трампліна Бальма отримав 13,833 бали та посів 24 місце. У змаганнях двоборців Клеберу також не вдалося потрапити у двадцятку сильніших. За результатами змагань він посів 28 місце. Незважаючи на свій не дуже вдалий виступ на Олімпіаді, Клебер Бальма установив новий рекорд Франції у стрибках з трампліна, 54 метра.
Крім зайнять спортом працював гірським провідником.